# Silk (Marvel Comics)
Teia de Seda (Silk no original) é uma personagem fictícia, uma super-heroína que aparece nos livros de banda desenhada americanos publicados pela Marvel Comics, seu alter-ego é Cindy Moon é de origem coreana.

## Histórico de publicação
A personagem apareceu pela primeira vez em The Amazing Spider-Man vol. 3 #1 (Abril de 2014) como um cameo sem rosto e foi criado por Dan Slott e Humberto Ramos. Ela fez várias outras aparições sem rosto ao longo do primeiro arco da história do volume antes de fazer sua estreia em The Amazing Spider-Man vol. 3 #4 (Julho de 2014), como parte de um tie-in para à história Original Sin. Um título em andamento caracterizando Silk que começou a ser publicado em fevereiro de 2015, com scripts do escritor de Supernatural, Robbie Thompson e arte de Stacey Lee. Silk colume 1 vai chegar ao fim com um arco de história "Last Days" que une em Secret Wars. Após o evento, um segundo volume começou.

## Biografia da personagem
Cindy Moon foi mordida pela aranha radioativa que mordeu Peter Parker, e lhe deu os mesmos poderes do Homem-Aranha. Sem um guia para lhe dar a direção certa, ela foi trancada em um depósito, presa por ordens de Ezekiel Sims, alegada ou real, para protegê-la de ataques potenciais Morlun, o vampiro psíquico que perseguiu o Homem-Aranha em diversas ocasiões.
Quando Peter Parker a libertou do depósito, Cindy criou um traje, nomeou-se de Silk e ajudou o Homem-Aranha a derrotar a Gata Negra e o Electro. Mais tarde, ele tomou parte na luta contra o vampiro Morlun, decidiu matar todos os Homem-Aranha do Multiverso na saga conhecida como "Spider-Verse". Depois da batalha com Morlun, Silk foi em busca de seus pais e de seu irmão, que desapareceram depois de seu sequestro durante seus anos no depósito.

## Poderes e habilidades
Cindy recebeu habilidades similares a Peter Parker quando ela foi mordida pela mesma aranha radioativa que deu a ele as suas, mas seus reflexos, sua velocidade e seu sentido-aranha (chamado por ela como "Sentido Silk")são melhores que os de Peter, enquanto Peter é mais forte que ela. Ela também tem a habilidade de atirar teias pelas pontas de seus dedos e uma memória eidética. Além de possuir garras retráteis.

## Recepção
Cosmopolitan se referiu a Silk como uma "super-heroína asiática-americana durona da Marvel com sentido-aranha".

## Outras versões

### Terra-4
Desde o Homem-Aranha da Terra-4 foi morto antes que ele pudesse descobrir sobre a existência de Cindy, e Ezekiel ter se tornado o Idoso Homem-Aranha, Cindy nunca foi autorizada a sair do depósito. Este foi referenciado quando o Idoso Homem-Aranha disse a Silk da Terra-616 que ela nunca deveria ter saído do depósito.

### Terra-65
No evento crossover Spider-Women, é revelado que Cindy Moon do universo Spider-Gwen é a líder de uma organização espiã nefasta chamada S.I.L.K., e serve como a principal antagonista do evento. Cindy da Terra-65 quase teve um acidente de picada de aranha semelhante a principal, mas um professor a golpeou com um jornal. Insatisfeita com sua vida, ela se junta a S.H.I.E.L.D. como pesquisadora de aranhas. Houve um incidente relacionado com aranha em que Jesse Drew estava quase morta, mas a pesquisa de Cindy salva sua vida e lhe dá poderes de aranhas, com a Agente Drew tornando-se a Cindy, tornando-se um de seus principais agentes. Ela finalmente recupera a aranha alterada de volta da S.H.I.E.L.D. com a ajuda de Jesse e a libera em campo aberto, onde ela mordeu Gwen Stacy e a levou tornar-se a Mulher-Aranha da Terra-65. Durante o evento Spider-Women, Jesse rouba o teletransporte interdimensional de Gwen e viaja para a Terra-616, onde ela rouba uma grande quantidade de tecnologia, enquanto emoldura sua contrapate 616. Quando ela encontra Gwen e suas contraparte, ela usa sua tecnologia para tirar os poderes de Gwen. Quando ela retorna para seu esconderijo atrás da traição de Jesse, ela sofre uma emboscada por Jessica Drew, Gwen, e sua contraparte e é derrotada. S.H.I.E.L.D. a prende por seus crimes e sua contraparte a provoca mandando um pacote com todas as coisas que ela tinha no depósito.
A Silk da Terra-616 tinha conseguido encontrar os pais de sua contraparte da Terra-65.

## Em outras mídias

### Filmes
- Cindy Moon aparece em filmes do Universo Cinematográfico da Marvel, interpretada por Tiffany Espensen:
  - Cindy Moon aparece em Spider-Man: Homecoming. Ela está na equipe de decatlo com Peter Parker e mostra preocupação quando parece que ele está saindo.
  - Ela aparece brevemente em Avengers: Infinity War, quando Ned causa uma distração, permitindo que Peter vista o traje de Homem-Aranha e ajude o Stark e o Doutor Estranho na batalha contra o Fauce de Ébano e o Estrela Negra.
- Em 22 de junho de 2018, foi noticiado que a Sony Pictures está desenvolvendo um filme baseado na Silk.[8]
- Cindy Moon / Silk irá aparecer em um spin-off centrado em personagens femininos do filme animado, de 2018, Spider-Man: Into the Spider-Verse.[9]

### Jogos eletrônicos
- Silk aparece como uma personagem jogável em Spider-Man Unlimited.
- Silk aparece como uma personagem desbloqueável em Marvel: Avengers Alliance.
- Silk aparece como uma personagem jogável em Marvel Avengers Academy, com a voz de Victoria Wong.[10]
- Silk aparece como uma personagem jogável em Marvel Future Fight.
- Silk aparece como uma personagem jogável em Lego Marvel Super Heroes 2.[11]